# Váci Mihály
Váci Mihály (Nyíregyháza-Ókisteleki szőlő, 1924. december 25. – Hanoi, 1970. április 16.) Kossuth- és kétszeres József Attila-díjas költő, műfordító. A Kádár-rendszer időszakában, a hatvanas évek közepétől a nyolcvanas évek elejéig, Magyarország ünnepelt és legtöbbet szavalt kortárs költője. 1970-es halála után vita indult megítéléséről, kultusza a rendszerváltozásra fokozatosan eltűnt.

## Életpályája

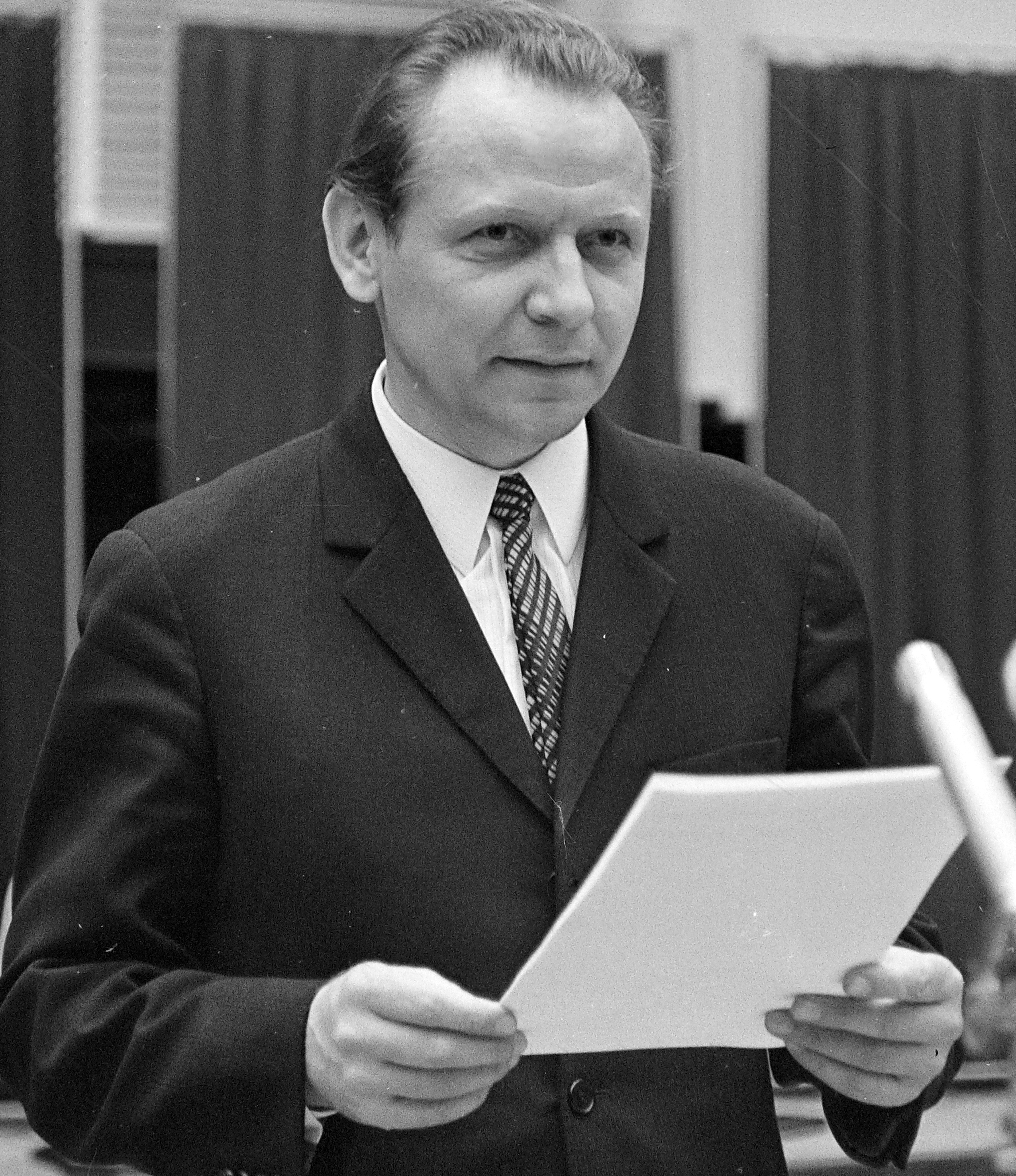
A Magyar Rádió stúdiójában

Nyíregyháza külterületén, napszámos-paraszti közegbe született. TBC-s (nagy)anyjától a betegséget már gyermekkorában elkapta. A szegénységből való kitörés vágyával Nyíregyházán tanítóképzőt végzett, majd egy beregi tanyasi iskolában tanított. A második világháború idején segédszolgálatos katona volt, a háború után kollégiumi igazgató lett. Ifjúkorától betegeskedett (a katonaság alatt kapott vesebetegségből eredő fertőzése a lábára ment, később pedig tüdőbajával küzdött), gyenge szervezete miatt folyamatosan a halál árnyékában élt. 1949-ben felkerült Budapestre, ahol a Tankönyvkiadó Vállalat munkatársaként szerkesztői munkákat végzett. Az ötvenes évek közepén jelentkezett Illyés Gyulánál verseivel, 1955-ben Illyés támogatásával megjelentek első versei az Új Hangban. Ettől kezdve irodalmi pályája gyorsan ívelt felfelé. Ez évben kiadták első kötetét Ereszalja címmel, amelyet 1956-ban József Attila-díjjal jutalmaztak.
Az 1956-os forradalom alatt írt 16 oldalnyi naplója szerint a költő lelkesedett a forradalomért. Már azt megelőzően figyelemmel kísérte az Írószövetségben zajló folyamatokat, ott volt a Rajk-temetésen. Október 23-án feleségével együtt részt vett a tüntetéseken a tömeggel skandálta „Vesszen Gerő! Mondjon le a kormány! Egyetemi pontokat! Ruszkik haza!” jelszavakat, a Petőfi-szobornál Sinkovits Imre szavalata utáni pillanatokról így írt: „Csak a Petőfiék-lánggyújtotta tömeg érezhette azt, amit mi. Mindenki esküre emelte kezét és felujjongva, megrészegülve a szabadság első leheletétől, ami hosszú évtizedeken át nem volt levegője a magyar égboltnak, megrészegülve a nagy, mámorító merészségtől, hogy mit merünk, és hogy megmerhetjük mindezt, ha akarjuk és ha van bátorságunk.” Beválasztották a Tankönyvkiadó forradalmi munkástanácsába, 25-én az Országházhoz a vérfürdő után érkezett, november 4-én feleségével sírva hallgatták Nagy Imre rádiószózatát.
A forradalom leverése után nem sokkal viszont az új rezsim Aczél György által fémjelzett kultúrpolitikai vezetése Váci tehetségét, széles közönség számára befogadható versstílusát és a költészetében kifejezésre jutó „szocialista építés” melletti elkötelezettségét felismerve a „népi reprezentáns” szerepére választotta ki – az „urbánus" Garai Gábor mellé. Ettől kezdve a hivatalos kultúrpolitika támogatottjai közé került, a 60-as évektől fokozatosan „a rendszer hivatalos költőjévé” emelték, a párt Központi Bizottságába is bekerült. Az irodalmi közélet aktív alakítójává válhatott: 1960-ban egy évre az Élet és Irodalom munkatársa, majd haláláig az Új Írás irodalmi folyóirat szerkesztője volt. Itt jelentek meg költeményei, és vált az ország legnépszerűbb költőjévé. 1963-tól haláláig országgyűlési képviselő volt.
Sokat utazott külföldre, ezek az utazások hatással voltak gondolkodására és költészetére egyaránt. 1970-ben kulturális delegáció tagjaként Vietnámban tartózkodott, amikor váratlanul, agyvérzés következtében Hanoiban elhunyt.

## Költészete

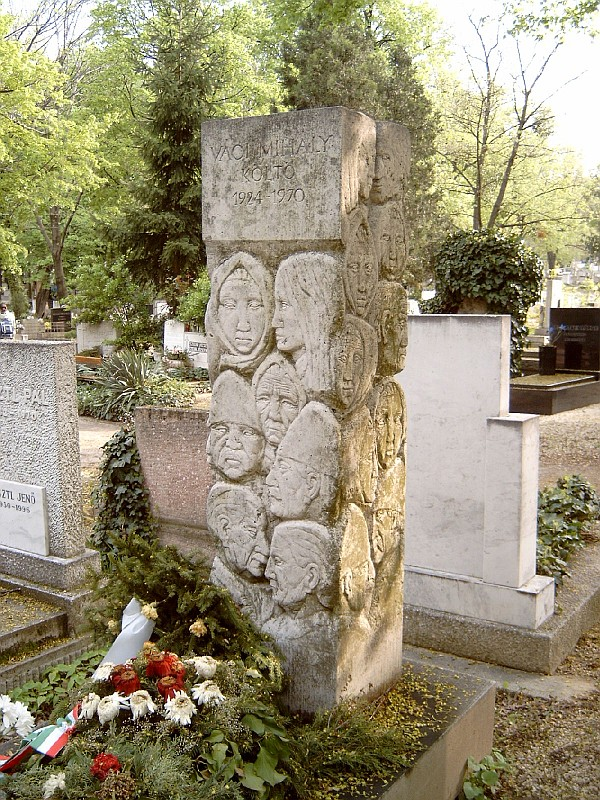
Váci Mihály sírja Budapesten. Farkasréti temető: 6/3-1-70. Nagy Sándor alkotása

Első versei 1955-ben jelentek meg az Új Hang című folyóiratban, s ugyanebben az évben megjelenik Ereszalja című verseskötete, melyet a kritika is figyelemmel illetett. Sikerültebb alkotások mellett keze alól kikerültek olyan sorok, amelyek 1955-ben az írók többségére már kevéssé voltak jellemzőek: „A határ tarka pántlikáit / megvarrta a szövetkezet: / bontja zászlós búzatábláit / szülőföldem és integet! // A völgyek meleg mellkasában / dobognak forró traktorok: / hallják meg szerte a hazában, / – itt is piros jövő buzog!” A forradalom napjaiban annak lelkes híve volt.
A forradalom leverése után, miközben zajlott a megtorlás, és a kádári-hatalom megszilárdítása, 1958-ban hat versét beválogatták a Tűz-tánc című antológiába, amelynek kiadásával a kultúrpolitika a „fiatal és elkötelezett szocialista költőgenerációt” kívánta felmutatni. Ezek közt Kelet felől című versében kétkedés nélkül, lelkesen élteti a Keletről jött vörös forradalmat, melyet a magyar nép kétezer éves történelmén végighaladó állandó vágyak és követelések betetőzéseként fogalmaz meg. Személye a hivatalos kultúrpolitika támogatottjai közé került. Az 1961-ben megjelent Mindenütt otthon című kötete országos érdeklődést keltett, s már nemcsak a kritikusok, hanem az olvasóközönség is felfigyelt költészetére. A hatvanas évek első negyedétől a Váci-versek egyre nagyobb népszerűségre tettek szert, végül az iskolai és ünnepi rendezvényeknek szinte nélkülözhetetlen részeivé váltak.
Nem elég jóra vágyni:

a jót akarni kell!

És nem elég akarni:

de tenni, tenni kell!

A jószándék kevés!

Több kell: – az értelem!

Mit ér a hűvös ész?!

Több kell: – az érzelem!

Ám nemcsak holmi érzés,

de seb és szenvedély,

keresni, hogy miért élj,

szeress, szenvedj, remélj!
Nem elég – a Világért!

Több kell: – a nemzetért!

Nem elég – a Hazáért!

Több kell most: – népedért!

Nem elég – Igazságért!

- Küzdj azok igazáért,

kiké a szabadság rég,

csak nem látják még,

hogy nem elég!

Még nem elég!

### Istenes versek
Jelentős vallásos verseket is alkotott.

### Értékelése
Költészete tematikusan sokrétű és újító volt, formailag viszont meglehetősen hagyománykövető (szabadverset pl. nemigen írt). Verseiben – különösen a fiatalabb korában írtakban – megjelentek a kommunista, szocialista köntösbe burkolt társadalmi témák, a korai Váci Mihály nyugodtan nevezhető „proletárköltőnek” (aligha kétséges, hogy maga is így gondolta), azonban hamar nyilvánvalóvá vált, hogy ez többet jelent, mint a kor sematikus brosúraköltészetét.[forrás?] Ez a téma mindvégig megmaradt, de emellett megjelentek más témák is: mint pl. a gyökerek: az otthon és a család, az önéletrajzi elemek, valamint az olyan modern és „emberi”, a proletárköltészettől idegen témák, mint a szerelem, az öregedés, az emberiség és az egyén jövője, az elidegenedés stb.
Halála után vita indult megítéléséről, miközben továbbra is folyamatosan jelentek meg kötetei. 1970-ben bekövetkezett halála után néhány évvel vetődött föl először a Váci-kultusz átértékelésének igénye egy, a Kritika folyóiratban lezajlott vita formájában. 1979-ben még megjelent életműkötete. Ezt követően népszerűsége fokozatosan csökkent, a szavalóversenyeken és iskolai ünnepségeken „szinte elmaradhatatlan” versei a politikai helyzet lazulásával elmaradoztak, majd a nyolcvanas évek végére eltűntek. A rendszerváltást követően a bírálatok felerősödtek: Váci személyét a hatalom támogatott költőjeként betöltött szerepe miatt a rendszer kiszolgálójaként értékelték. Ezzel párhuzamosan művei irodalmi értéke is vitatottá vált, jelentősen leértékelődött, életműve háttérbe szorult. 2004-ben került a nyilvánosság elé az 1956-os forradalom napjaiban írt 16 oldalas naplójegyzete, amely szerint a forradalom lelkes részvevője és átélője volt. Ez új vitákat élesztett személye és életműve értékelése körül, és fölvetve költészetének új távlatait egyes verseinek biblikus értelmezésével.
Mentora, Illyés Gyula korabeli méltatása szerint „Alig volt vele egykorú költő, akinek fejében annyi tervet, szívében annyi friss érzelmet állított meg a halál.”
A kortárs Hegedüs Géza 1976-ban azt írta róla: „Ízig-vérig szociális költő volt, a közösség szószólója, lírai publicista, aki közben a szelíd és érzelmesen átélt magánéletnek, szerelemnek, hétköznapi perceknek finom poétája is tudott lenni. De hangja kritikussá, haragossá, ha kellett harsogva vádlóvá vált, ha szembenézett a közösséget fenyegető bűnnel, hanyagsággal, közömbösséggel. De nem volt olyan árnyalt benső érzelem vagy dühöngést kiváltó felháborodás, hogy amit versben leírt, az ne legyen a legszélesebb rétegek számára is közérthető és a legkényesebb nyelvtan- vagy verstanszakértő számára szabatos.”
Krusovszky Dénes 2009-es, kritikusabb értékelése szerint „Hiába bukkanunk búvópatakként itt-ott érdekesebb versekre, ciklusokra (mint amilyen a Mindenütt otthon kötet betegségverseiből álló Kések között-sorozat), az életmű nagy részére rátelepülő kompromisszumainak, szemellenzősségének és líranyelvi anakronisztikus unalmának köszönhetően ma nem egyszerűen idejétmúlt ez a corpus, de szinte már olvashatatlan is.”

## Kötetei
- Ereszalja. Versek; Magvető, Bp., 1955 (Új magyar költők)
- Nincsen számodra hely; Magvető, Bp., 1957
- Bodza; Magvető, Bp., 1959
- Mindenütt otthon. Versek; Szépirodalmi, Bp., 1961
- Alekszandr Tvardovszkij: Egyre messzebb; ford. Váci Mihály; Európa, Bp., 1962
- A zsezse-madár. Tanulmányok, cikkek, vallomások. 1960–64; Szépirodalmi, Bp., 1964
- Szegények hatalma; Magvető, Bp., 1964 + 1 hanglemez
- Kelet felől; Magvető, Bp., 1965
- Akác a forgószélben. Válogatott versek; Athenaeum Ny., Bp., 1966 (Kozmosz könyvek)
- Eső a homokra; ill. Váci András; Magvető, Bp., 1968
- A sokaság fia; sajtó alá rend., utószó Váci Mihályné; Szépirodalmi, Bp., 1970
- Százhuszat verő szív. Válogatott versek. 1955–1970; vál., szerk. Váci Mihályné Juhász Mária, Mátyás Ferenc, bev. Illyés Gyula, ill. Váci András; Magvető, Bp., 1971
- Toldi feltámadása. Összegyűjtött prózai írások; szerk., bev. Simon István; Szépirodalmi, Bp., 1972
- Váci Mihály válogatott versei; vál., bev. Garai Gábor, életrajz., jegyz. Váciné Juhász Mária; Kozmosz, Bp., 1974 (A magyar irodalom gyöngyszemei)
- Még nem elég; Szegedi Ny., Szeged, 1974 (leporelló)
- Jegenye; szerk. Váci Mihályné Juhász Mária, bev. Arató Ferenc; Tankönyvkiadó, Bp., 1975
- Utazás Bürokronéziában. A költő rajzaival; Magvető, Bp., 1978
- Váci Mihály összegyűjtött művei; Magvető, Bp., 1979
- Fecske, fecske, könnyű fecske; vál., szerk. Farkas László; Móra, Bp., 1980
- Értelmes terhek alatt. Válogatott versek; vál., szöveggond Váci Mihályné Juhász Mária; Szépirodalmi, Bp., 1984
- Rózsák a jégen. Válogatott prózai írások; vál., szerk. Váciné Juhász Mária; Magvető, Bp., 1990
- Valami nincs sehol. Válogatás Váci Mihály verseiből; vál., szerk., előszó Finta Éva; Felsőmagyarország, Miskolc, 1994
- Váci Mihály–Simon István–Garai Gábor: Valami nincs sehol. Válogatott versek; vál., szerk. Baranyi Ferenc; Papirusz Book, Bp., 2003
- Lobogó jegenyék. Váci Mihály ismeretlen naplója 1956 októberéből, versei és vallomásai; vál., szerk., előszó Tasnádi Gábor; Közdok, Bp., 2004
- Pirók, télen. Gellérthegy, Lágymányos tájékairól; vál., szerk. Ladányi András és Tasnádi Gábor; Váci Mihály Kör, Bp., 2005
- A napló; szerk. Ladányi András; Váci Mihály Társaság Kulturális Egyesület–Váci Mihály Kör, Nyíregyháza–Bp., 2006
- Emléke őrizetlen nyáj... Válogatás Váci Mihály költői hagyatékából; szerk., előszó, jegyz. Karádi Zsolt és Kövesdi Ágnes; Váci Mihály Társaság Kulturális Egyesület, Nyíregyháza, 2015
- Váci Mihály. Naplók, levelek. Tanulmányok; szerk. Ladányi András; Önkormányzat, Kékcse, 2022

## Díjai
- József Attila-díj (1956, 1962)
- Kossuth-díj (1965)

## Emlékezete
- Székesfehérváron iskolát neveztek el róla: Váci Mihály Ipari Szakképző Iskola és Kollégium.
- Nyíregyháza mellett Tiszavasváriban is iskolát neveztek el róla: Váci Mihály Gimnázium.
- Budapesten a Váci Mihály középiskolás kollégiumnak is ő a névadója. 1970 és 2001 között a budapesti XI. kerületben általános iskola viselte a nevét (ma: Újbudai Grosics Gyula Sport Általános Iskola).[11]
- 1977-ben megalapították a Váci Mihály-díjat.
- Veszprémben a Pintér Tibor által 1958-ban alapított TIT Váci Mihály Irodalmi Színpad máig az ő nevét viseli
- „Szegénység hatalma”. Váci Mihály emlékest a Híradástechnikai Anyagok Gyárában. Vác, 1978. május 20.; szerk. Kármán István; Híradástechnikai Anyagok Gyára, Vác, 1978
- Váci Mihály emléknapok Tiszaszalkán és Nyíregyházán 1984. december 8-án és 10-én; szerk. Margócsy József; Móricz Zsigmond Megyei és Városi Könyvtár, Nyíregyháza, 1986
- A kétkedés hite. Magyar költők Váci Mihályról. Lírai breviárium; gyűjt., vál., szerk., bev., jegyz. Bényei József; Szabolcs-Szatmár-Bereg Megyei Tudományos Alapítvány, Nyíregyháza, 1992 (Koszorú)
- Fehér János: Tatabányai szén- és vízbányászok; szerk. írásvál. Váci Mihály műveiből Ladányi András; Gál István Lakótelepi Ifjúsági Egyesület, Tatabánya, 2006
- Váci Mihály útmutatásai mentén. Demeter Sándor versei; Demeter Sándor, Nyíregyháza, 2016
- 100 éve született az én szőke városom költője; szerk. Simonics Borbála; Nyíregyházi Városvédő Egyesület, Nyíregyháza, 2024 (Mesélő Nyíregyháza)
- Nyíregyházán, Pakson, Pécsett, Szombathelyen és Verőcén ma is utca viseli a nevét.